# Would You Ever
"Would You Ever" é uma canção dos produtores americanos Skrillex e Poo Bear. É o primeiro single oficial de Bear como vocalista principal. Skrillex e Bear trabalharam anteriormente juntos na música em colaboração com Justin Bieber, "Where Are Ü Now". A música foi lançada através da gravadora OWSLA de Skrillex e Atlantic Records.

## Videoclipe
O vídeo musical foi lançado em 26 de julho de 2017, no canal no YouTube de Skrillex. Possui um profissional de dança em cima de um skate Milan Somerville.

## Desempenho nas tabelas musicais

### Posições
| Tabela musical (2016)                             | Melhor posição |
| ------------------------------------------------- | -------------- |
| Austrália (ARIA)                                  | 55             |
| Canadá (Canadian Hot 100)                         | 63             |
| Escócia (Scottish Singles Chart)                  | 52             |
| Eslováquia (Singles Digitál Top 100)              | 59             |
| Estados Unidos (Bubbling Under Hot 100 Singles)   | 24             |
| Estados Unidos (Billboard Dance/Electronic Songs) | 16             |
| Irlanda (IRMA)                                    | 86             |
| Nova Zelândia (NZ Top 10 Heatseekers)             | 2              |
| República Checa (Singles Digitál Top 100)         | 60             |
| Suécia (Sverigetopplistan)                        | 91             |
| Suíça (Schweizer Hitparade)                       | 63             |
| Reino Unido (UK Singles Chart)                    | 68             |